# Antonino Votto
Antonino Votto (Plaisance, 30 octobre 1896 – Milan, 9 septembre 1985) est un chef d'orchestre et un pianiste italien, réputé pour ses interprétations à l'opéra.

## Biographie
Antonino Votto étudie le piano avec Alessandro Longo, la composition avec Camillo De Nardis.
Il fait ses débuts en tant que virtuose du piano en 1919, à Trieste, alors qu'il est professeur suppléant au conservatoire, puis il est nommé au Conservatoire de Milan jusqu'en 1921. Il est répétiteur à La Scala pour Arturo Toscanini. Il fait ses débuts à la direction en 1923 (Manon Lescaut). Comme Toscanini, a toujours dirigé par cœur, sans partition. Il est rapidement admiré comme l'un des meilleurs chefs d'orchestre de l'opéra italien dans les grands centres italiens. En 1924, il est invité à Covent Garden (Madame Butterfly et  Pagliacci), puis il est nommé second chef de La Scala de 1925 à 1929 et en 1928, chef principal à Triste. Il est invité pour diriger l'opéra italien dans toute l'Europe : à Barcelone (1930-1931), à Prague (1932), en Belgique et en Hollande (1934-1935), à Genève (1936) et au Caire (1939). Il dirige également au Teatro Colón de Buenos Aires en tant qu'assistant de Héctor Panizza, Berlin et Amsterdam.
De 1941 à 1967, il enseigne la direction d'orchestre au conservatoire de Milan et a pour élève notamment Claudio Abbado et Riccardo Muti, Luciano Chailly, Alberto Zedda, Maurizio Pollini et Guido Cantelli. Dès 1948, il est premier chef permanent à La Scala (Victor de Sabata en est le directeur musical), accompagnant régulièrement Maria Callas à ses débuts, dans La Vestale (1954), Norma (1955), La sonnambula (1957) ou Poliuto, avec des mises en scène de Visconti notamment. Il donne son premier concert américain à Chicago en 1960 (Aida et Don Carlos).
Il dirige à la Scala jusqu'en 1967 et cesse de diriger en 1973, ayant perdu la vision.

## Discographie
- Bellini, Norma - Maria Callas, Giulietta Simionato (Adalgisa), Gabriella Carturan (Clotilde), del Monaco (Pollione), Zaccaria (Oroveso) ; Chœur et Orchestre du théâtre de la Scala (1955, Arkadia) (OCLC 1040321179)
- Puccini, La Bohème - Callas, Moffo, Di Stefano, Panerai, Zaccaria (1956, EMI)
- Bellini, La sonnambula - Maria Callas, Eugenia Ratti, sopranos ; Fiorenza Cossotto, mezzo-soprano ; Nicola Monti, Franco Ricciardi, ténors ; Nicola Zaccaria, Giuseppe Morresi, basses ; Chœurs et Orchestre du théâtre de la Scala (3-9 mars 1957, EMI) (OCLC 948808479)
- Donizetti, Poliuto - Maria Callas, soprano ; Franco Corelli, ténor ; Ettore Bastianini, baryton ; Nicola Zaccaria, basse ; Chœur et Orchestre du théâtre de la Scala (2 juillet 1960, Melodram) (OCLC 41666423)
- Ponchielli, La Gioconda - Callas, Poggi, Silveri, Barbieri ; Orchestre de la RAI de Turin (1952, Fonit Cetra) (OCLC 633080715)
- Verdi, Un ballo in maschera - Maria Callas, Eugenia Ratti, sopranos ; Fedora Barbieri, mezzo-soprano ; Giuseppe di Stefano, ténor ; Tito Gobbi, bayton ; Chœur et Orchestre du théâtre de la Scala (septembre 1956, EMI) (OCLC 999350307)
- Puccini, La Bohème - Scotto, Poggi, Gobbi, Modesti (1961, Deutsche Grammophon)
- Verdi, La traviata - Renata Scotto, Gianni Raimondi, Ettore Bastianini ; Chœur et Chœurs et Orchestre du théâtre de la Scala (1962, Deutsche Grammophon)